# Сюзън Бойл
Сюзън Бойл (родена на 1 април 1961 в Западен Лоудиън) е шотландска певица, която добива световна популярност с изпълнението си на песента „Имах една мечта“ от мюзикъла Клетниците в телевизионната програма Britain's Got Talent на 11 април 2009 г. В състезанието се класира на второ място. Същата година излиза и първият ѝ албум I Dreamed a Dream.

## Дискография
- 2009 – I Dreamed a Dream
- 2010 – The Gift
- 2011 – Someone To Watch Over Me
- 2012 – Standing Ovation: The Greatest Songs From The Stage
- 2013 – Home For Christmas
- 2014 – Hope
- 2016 – A Wonderful World
- 2019 – Ten